# Č̣
Cette page contient des caractères spéciaux ou non latins. S’ils s’affichent mal (▯, ?, etc.), consultez la page d’aide Unicode.
Č̣, č̣ en minuscule, appelé C caron point souscrit, est une lettre latine additionnelle, composée d’un C diacritée d'un caron et d’un point souscrit, et est utilisée dans l’écriture du wakhi, dans certaines romanisations de l’alphabet arménien et de l’alphabet géorgien.

## Utilisation
Heinrich Hübschmann et Antoine Meillet ont utilisé le č̣ pour translittérer le ch’a ‹ Չ ›, ‹ չ ›, de l’alphabet arménien,.

## Représentations informatiques
Le C caron point souscrit peut être représenté avec les caractères Unicode suivants :
- précomposé (latin étendu A) :

| formes    | représentations | chaînes de caractères | points de code | descriptions                                               |
| --------- | --------------- | --------------------- | -------------- | ---------------------------------------------------------- |
| capitale  | Č̣               | Č◌̣                    | U+010C U+0323  | lettre majuscule latine c caron diacritique point souscrit |
| minuscule | č̣               | č◌̣                    | U+010D U+0323  | lettre minuscule latine c caron diacritique point souscrit |

- décomposé (latin de base, diacritiques) :

| formes    | représentations | chaînes de caractères | points de code       | descriptions                                                           |
| --------- | --------------- | --------------------- | -------------------- | ---------------------------------------------------------------------- |
| capitale  | Č̣               | C◌̣◌̌                   | U+0043 U+0323 U+030C | lettre majuscule latine c diacritique point souscrit diacritique caron |
| minuscule | č̣               | c◌̣◌̌                   | U+0063 U+0323 U+030C | lettre minuscule latine c diacritique point souscrit diacritique caron |